# Circondario di Sonneberg
Il circondario di Sonneberg (in tedesco Landkreis Sonneberg) è un circondario rurale (Landkreis) del Land tedesco della Turingia.
Capoluogo e centro maggiore è Sonneberg.

## Suddivisione amministrativa

### Città e comuni
Tra parentesi gli abitanti al 31 dicembre 2021, il capoluogo della comunità amministrativa è contrassegnato da un asterisco.
Città e comuni indipendenti
1. Föritztal (8 498)
2. Frankenblick (5 663)
3. Lauscha, città (3 145)
4. Schalkau, città (3 268)
5. Sonneberg, città (23 097)
6. Steinach, città (3 688)

Comuni con funzione di comunità amministrativa (Erfüllende Gemeinde)

- Neuhaus am Rennweg, città (8 778), amministra il comune di
  - Goldisthal (367)